# 小出宗昭
小出 宗昭（こいで むねあき、1959年6月14日 - ）は、中小企業や起業、地域おこしなどを支援するビジネスコンサルタント。企業および起業支援家。

## 人物
知恵を使って売上を生むコンサルティングノウハウを共有する、独自スタイル「ご当地Biz」の創始者。日本の中小企業支援・創業支援の第一人者である。
新商品、新サービス、新分野進出に関する相談の約7割が売上増効果があるというその支援スタイルは、適性のある支援人材を選抜し、全ての業種のビジネスの相談に対して知恵を使って成果を出す「Bizモデル」として公設民営型のビジネス支援センター（中小企業の産業支援施設）が日本全国に拡大。2020年11月現在、22か所が開設されている。「究極の地方創生スタイル。個々の課題に即した創造性の高い個別支援を重視し、結果を出し続けること」という信念で、富士市産業支援センターf-Biz（エフビズ）にちなんで名づけられた全国各地のご当地ビズ（ビズモデル）による地域産業活性化、地方創生をけん引した。
どんな企業でも必ずセールスポイントがあるという考えを持ち、極限までコストを抑えながら企業の「稼ぐ力」を引き出す方針で、6,000社以上の中小企業支援に関わる。
小売、製造業、サービス業、農林水産業など、相談者の業種は問わず、コンサルティングを実施。その鍵は、自己決定としながらも、相談者と一緒の目線に立って考え、事業の成功を目指して戦略と戦術を共に練り、「挑戦することは尊い」というメッセージを発信し続け、結果が出るまで徹底支援し、チャレンジすることがモットーとしている。
事業計画から具体的な支援ロードマップを策定し、相談者のやる気にさせる支援を展開。経営支援、コンセプト形成、ネーミング、マーケティングのプロがチームを組んで、相談から商品化、販路開拓をサポートし、成果が出るまで徹底的に支援する。
前向きに取り組む事業者を地域から一人でも多く輩出することによって、まちに仕事がまわる仕組みをつくり、地域経済全体の活性化実現につなげたいと考えている。

## 来歴
静岡県富士市出身。1983年、法政大学経営学部卒業。接客業希望で、就職活動ではJTBや帝国ホテルなどを受けたが、最終的に静岡銀行に入行。横浜支店（神奈川県横浜市）、瀬名支店（静岡県静岡市）、国際部など花形コースを進み、情報営業部（M＆A担当）。
1999年の経営企画部（グループ新会社設立プロジェクト）を経て、2001年 静銀経営コンサルティング株式会社ならびに創業支援施設「SOHOしずおか（静岡県中部地区SOHO推進協議会）」へ出向、インキュベーションマネージャーに就任。静岡県中部地区SOHO推進協議会事務局長。静岡市産学交流センター支援スタッフリーダー兼務。
出向の5年前、36歳の時に膀胱がんを患い、闘病と検査を繰り返しながら仕事を続け、主治医の「待っている人がいる」という言葉が起業家や中小企業を支援する力にもなったと振り返っている。
起業家の創出と地域産業活性化に向けた支援活動が高く評価・推薦を受け、シダックス創業者志太勤、エイチ・アイ・エス（HIS）創業者澤田秀雄等の審査委員から選出され、「創業・ベンチャー国民フォーラム」（当時会長：江崎玲於奈）からJapan Venture Award 2004 起業支援家部門（主催：中小企業庁）経済産業大臣表彰を受賞。同じJVA2004の受賞者には、起業家部門では、研究者の和田智之や、ファーマフーズ金武祚、ワールドインテック伊井田栄吉、アプレシオ初代会長の馬場正信、ヴイストン大和信夫 などがいる。
2005年 「Japan Venture Award 2004」（中小企業庁 創業・ベンチャー国民フォーラム主催）起業支援家部門 経済産業大臣表彰 受賞。
2007年 産業支援施設「はままつ産業創造センター@浜松市」へ出向、ビジネスコーディネーターに着任
2008年に25年勤務した静岡銀行を退職し、株式会社イドムを立ち上げ、富士市産業支援センターf-Biz（エフビズ）の運営を受託、2020年6月の撤退までセンター長を務めた。日本の99.7%で構成されている中小企業支援の新たな形「f-Bizモデル」は全国50超の自治体から注目を浴び、20以上の自治体で実績を成す。創業・事業・産業支援のカリスマと呼ばれた。2017年 チームf-Biz（2016年度現在7名）として、2016年度の来場相談件数は4,389件（前年度比4.4％増）創業の実現件数も最多の53件を記録。
2020年 3月27日に経済産業省がニュースリリースした『「中小企業・小規模事業者ワンストップ総合支援事業（専門家派遣事業）」における不正受給に対する措置について』の事案に関し、自身が代表取締役を務める株式会社イドムが当該専門家を派遣した機関として派遣申請の停止という措置を受けた事を公表。公的機関を運営してきた者としての信頼を損なう事態を招いた責任を取り、説明会見を開き、富士市との合意の上、2008年8月から12年間担った富士市産業支援センターf-Bizの運営から2020年6月末日をもって撤退した。富士市はf-Bizを休止した。
同年10月、岸和田ビジネスサポートセンターKishi-Biz エグゼクティブマネージャーに就任。

### 委員歴
経済産業省 中小企業政策審議会 臨時委員、関東経済産業局 新連携事業評価委員会委員、地域産業資源活用事業評価委員会委員、日本商工会議所 創業人材育成事業検討委員会委員など歴任
- 2007年〜 内閣官房地域活性化伝道師
- 2010年〜 全国知事会地方自治先進政策センター 頭脳センター専門委員

## 執筆・連載
- 2016年4月号から、2017年2月号　金融業界誌『近代セールス』小出宗昭の金融界に“喝”（近代セールス社）
- 2017年4月号から、2018年3月号　地方創生専門誌『日経グローカル』地域を磨き産業振興（日本経済新聞社）
- 2019年4月号から、2020年7月号　地方自治情報誌『月刊ガバナンス』中小企業支援がまちを変える！ Bizモデルの地域づくり（ぎょうせい）

### 著籍
- 2006年4月『独立したい!社長になりたい!あなたの起業成功させます』（サイビズ、ISBN 4916089510）
- 2009年9月『カリスマ支援家「小出宗昭」が教える100戦100勝の事業サポート術』（近代セールス社、ISBN 4765010147）
- 2011年10月『次から次と成功する起業相談所 人も企業も地域も生き返らせます!』（亜紀書房、ISBN 4750511188）
- 2012年5月『小出流ビジネスコンサルティング 日本を元気にする切り札がここにある！』（近代セールス社、ISBN 4765011267）
- 2016年2月『ワンストップ・コンサルティングの実践』（同友館、ISBN 4496051850）
- 2017年10月『取引先を“稼ぐ企業"に変える方法教えます!』（近代セールス社、ISBN 4765020851）
- 2018年8月『御社の「売り」を見つけなさい！』（ダイヤモンド社、ISBN 4478106401)
- 2019年8月『掘り起こせ！　中小企業の「稼ぐ力」』（光文社新書、ISBN 4334044239)

## メディア出演

### テレビ
【地元テレビ】テレビ静岡『てっぺん静岡（15:50～16:50）』、『みんなのニュース しずおか（16:50～19:00）』『プライムニュースしずおか（17:53～19:00）』『Live News it!（18:00～19:00）』（2017年4月から2019年6月　水曜日 レギュラー出演）など、ゲストコメンテーター他多数。
2003年
- 11月29日（土）NHK『21世紀ビジネス塾　ヒット商品づくりお手伝いします』

2005年
- 11月11日（金）NHK『ビジネス未来人　起業の夢かなえるパートナー』

2009年
- 8月4日（月）NHK『f-Biz開設 地域産業支援へ』
- 9月13日（日）NHK『めざせ!会社の星「蔵出しスペシャル2 スキルアップ術」』

2011年
- 12月15日（木）NHK『きょうの動き 農家の経営強化講座 富士 産業支援センター』

2012年
- 2月3日（金）NHK『めざせ！会社の星 最強のビジネスマン“社長”に学べ！』

2014年
- 8月9日（土）23:00 - 23:30『心ゆさぶれ!先輩ROCK YOU』日本テレビ「トゥルーストーリー 全国から熱い視線を集める相談所 主催 小出宗昭さん」

2015年
- 6月13日（土）NHK『週刊ニュース深読み「稼ぐ力に注目！景気のカギは中小企業」

2016年
- 2月22日（月）NHK『たっぷり静岡 富士市 産業支援センター 相談件数2万件達成』
- 3月21日（月）NHK『おはよう日本　まちかど情報室　注目の企業支援』

2017年
- 8月3日（木）NHK『全国Biz自治体交流大会』
- 9月28日（木）日本テレビ系『得するひと損する人2時間スペシャル』

2018年
- 1月19日（金）日経CNBC『夜エクスプレス　地方創生　再生のヒント』
- 10月23日（火）NHK『クローズアップ現代+　年収1200万円　脱サラ転職で挑む企業支援』[15]

2019年
- 2月16日（土）NHK BS1『BS1スペシャル　地方には磨けば光る会社がまだある』

### 雑誌
2008年
- 近代セールス12月号、2009年1月号（近代セールス社）『対談　いま地元企業の本業をどう支援していくか（前・後編）』

2009年
- Wedge12月号（ウェッジ）『キラリと光るこの街の産業支援　経営者の駆け込み寺　足を運ぶその理由は』

2010年
- 信用金庫6月号（全国信用金庫協会）『講演録　産業支援施設を核とした地域活性の実現　富士市産業支援センター　センター長　小出宗昭』
- しんくみ9月号（全国信用組合中央協会)『コーディネート型企業支援の進め方　富士市産業支援センターf-Biz センター長　小出宗昭』

2011年
- 日経トップリーダー11月号（日経BP社)『特集　価格競争から脱却せよ　小出宗昭「自社の強みを客観視しなさい」』

2012年
- 近代セールス4月15日号、5月1日号（近代セールス社）『特別企画　座談会・金融円滑化法からの出口戦略をどう展開するか』
- 週刊エコノミスト9月4日号（毎日新聞社）『問答有用　ワイドインタビュー　カリスマ企業支援家　小出宗昭』

2013年
- 近代セールス3月1日号（近代セールス社）『小出宗昭　富士市産業支援センター長に聞く　いま経営革新等支援機関にどんな取組みが求められるか』

2014年
- 3月17日（月） 週刊金融財政事情（株式会社きんざい）『特集 それぞれの中小企業支援 富士市産業支援センターの「決算書をみない企業支援」』

2016年
- 月刊ビジネスサミット9月号（インクグロウ）『特集インタビュー 売り上げ拡大の視点 富士市産業支援センターf-Bizモデルに学ぶ 行列ができる支援機関 売上を伸ばすコンサルティングの方法』

2017年
- Forbes Japan6月号（アトミックスメディア）『凄いイノベーターは「ローカル」を目指す 日本を元気にする88人 発表！ ローカルイノベーター55選 小出宗昭』
- 月刊ガバナンス9月号（株式会社ぎょうせい）『ガバナンス・トピックス f-Bizモデル導入の自治体が一堂に会し、情報共有・交流 全国Biz自治体交流会議』

2018年
- 近代セールス4月1日号（近代セールス社）『特別レポート　全国に拡がるf-Bizモデルと本業支援』

2019年
- 月刊金融ジャーナル4月号（金融ジャーナル社）『渉外力を強化する　特別インタビュー　小出宗昭　知恵やアイデアを提供し付加価値で差別化図れ』[16]
- 近代セールス8月15日号、9月1日号（近代セールス社）『特別対談　地域経営　地域金融機関に期待する中小企業支援・役割　金融庁　遠藤俊英長官×富士市産業支援センターf-Biz　小出宗昭センター長』
- 週刊エコノミスト12月24日号（毎日新聞出版）『日本経済総予測2020　激論　中小企業の生産性上げ日本経済を復活させよ　デービッド・アトキンソン×小出宗昭』[17]

2020年
- 週刊朝日10月2日号（朝日新聞出版）スガノミクスでどうなる日本経済『進むか地銀再編　SBIに追い風』の項でコメント[18]

2021年
- 日経グローカル12月20日号（日本経済新聞社）『Report　広がるBizネットワーク　支援拠点が連携、提案力底上げ　コロナ禍の売り上げ増へ知恵結集』

2022年
- 月刊ガバナンス1月号（株式会社ぎょうせい）『特集2022年自治体の針路　アフターコロナで何が問われるか「地域の中小企業をどう再生するか」小出宗昭』
- 日経ビジネス5月30日号（日経BP社)『有訓無訓　小出宗昭　経営者は自社の「強み」を見誤るな　元気な中小企業、地域活性化の原動力』

2023年
- 近代セールス1月15日号（近代セールス社）『全国のBiz発信!取引先の売上アップ好事例　小出宗昭氏インタビュー　コロナ禍以降のBizの取組みと展望』

### 新聞
2008年
- 6月6日（金）日本経済新聞『産業支援センター トップに小出氏 富士市、創業後も相談体制』
- 6月11日（水）読売新聞『起業家に強力助っ人 富士市が支援センター 中小企業相談も』
- 6月12日（木）毎日新聞『富士市が起業支援 専門家の小出氏招き 8月センター設立』
- 7月10日（木）朝日新聞『富士市の産業支援センター長に就任する 小出宗昭さん語る 起業家支援の要点』
- 12月27日（土）日本経済新聞『この1年 8月富士市産業支援センター開所、小出宗昭氏がセンター長に』

2009年
- 4月1日（水）朝日新聞『経済ファイル ネーミング方法を指南する道場を開設』
- 6月11日（木）日本経済新聞『中小企業の経営相談 10カ月間で1300件超 富士市産業支援センター』
- 6月25日（木）日刊スポーツ『行列ができる産業支援施設 中小企業や起業家が殺到 f-Biz小出宗昭センター長』
- 8月4日（火）日本経済新聞『少人数制の夜間起業塾 f-Biz仕事後受けやすく』
- 9月16日（水）読売新聞『エコノミミ 小出宗昭 富士市産業支援センター長 企業の魅力気付き引き出す』

2010年
- 4月21日（水）毎日新聞『「社会起業家」に込める期待は 小出宗昭さん 挑戦者増えれば経済も活性化』
- 8月18日（水）日本経済新聞『経営ノウハウ、全国に伝授 職員派遣や研修受け入れ 民間運営 強み生かす』

2011年
- 5月8日（日）読売新聞『ビジネス面で被災地支援 富士市産業支援センター長 仙台で無料復興相談会』
- 10月26日（水）読売新聞『オンリーワン 情熱 行動力 起業成功法、豊富な実例で 富士市産業支援センター長が出版』
- 12月28日（水）東京新聞『この人 富士市産業支援センターを行列ができる相談所にした小出宗昭さん』

2012年
- 2月21日（火）毎日新聞『中小企業の経営を支援 f-Biz 小出センター長 地域活性化の核施設に』
- 6月29日（金）東京新聞『「売り上げ倍増の真実」富士市産業支援センター長が講演 熱海』
- 9月27日（木）毎日新聞『小出宗昭のチャレンジ！ 秘訣は「知ってもらう」こと [センター長連載]』

2013年
- 5月19日（日）朝日新聞『富士市産業支援センター5年 成功例次々、育成にも力 サービス・商品発掘 起業挑戦後押し』
- 8月27日（火）毎日新聞『中小企業支え5年 富士市産業支援センター 実績に評価 相談1万件突破』
- 11月19日（火）産経新聞『経産省、中小支援に相談拠点 全国設置 専門家を紹介』

2014年
- 5月10日（土）朝日新聞『be フロントランナー 経営者を支え、起業家育てる 静岡県富士市産業支援センター長』
- 5月26日（月）読売新聞『この人と 企業支援 課題を強みに エフビズセンター長 小出宗昭さん』

2015年
- 5月12日（火）毎日新聞『夜間、IT相談開始へ エフビズ 件数増で体制強化』
- 7月8日（水）朝日新聞『エフビズへの起業相談件数 女性が男性を逆転』
- 8月24日（月）日刊工業新聞『f-Bizセンタ―長小出宗昭氏 行列のできる支援センター 中小の“売り”に知恵絞る』

2016年
- 2月23日（火）日本経済新聞『来場相談2万件突破 富士市産業支援センター 7年半で』
- 8月28日（日）読売新聞『聞きたい 中小に事業革新の知恵 富士市産業支援センター長 小出宗昭さん』
- 10月25日（火）毎日新聞『「エフビズ流」が全国から熱視線 視察200件「新名所」に 中小企業支援で独自のノウハウ』[19]

2017年
- 8月4日（金）毎日新聞『全国ビズサミット 来年、富士で第1回開催 13自治体首長ら／静岡』[20]
- 12月6日（水）東京新聞『企業の後継者探しをネットで  渋谷の人材ベンチャーが事業承継新サービス ビズリーチ』[21]
- 12月23日（土）読売新聞『中小の味方「○○ビズ」無料で経営指導、起業支援 全国拡大20機関に』
- 12月26日（火）毎日新聞（夕刊一面）『企業の「売り」発掘 自治体無料相談○○ビズ 全国に拡大』[22]

2018年
- 4月23日（月）朝日新聞『稼ぐ中小企業へ　伴走する支援　強み伸ばす助言　何度でも』[23]
- 5月21日（月）日本経済新聞『静岡・富士市発「エフビズ」広がる　中小の助っ人、成果着々』[24]
- 4月23日（月）朝日新聞『稼ぐ中小企業へ　伴走する支援　強み伸ばす助言　何度でも』[23]

2019年
- 6月11日（火）～7月19日（金）日経産業新聞『仕事人秘録　行列のできる経営相談所　小出宗昭』[25]

2020年
- 4月14日（火）静岡新聞「経営専門家不正受給か－イドム（静岡）を派遣停止措置 経産省」
- 5月25日（月）日本経済新聞「静岡の産業支援エフビズ休止　小出氏「モデルは残る」」[26]

2022年
- 8月26日（金）毎日新聞夕刊「中小企業に全国の知恵を　異業種・他地域　結びつけ　コロナ・物価高…経営支援「ビズモデル」連携」[27]
- 8月28日（日）毎日新聞「ビズモデル　創始者　小出宗昭さん　全国ネット成果着実に　コロナ禍知恵集め中小企業支援」[28]

## 講演
主な講演・講師歴
2010年
- 3月12日（金）@東京都中央区 日本銀行 金融機構局研修
- 8月3日（火）@東京都港区 日本貿易振興機構JETRO ジェトロ政策課題研究会
- 9月27日（月）@静岡県浜松市 日本商工会議所 特定商工会議所中小企業相談所直面問題会議

2011年
- 12月7日（水）@神奈川県川崎市 日本女子大学「現代ビジネス論」（平成19、20、22、23年度）

2013年
- 2月15日（金）@東京都東村山市 地域金融機関と中小企業支援施策の連携強化に関する研修 事業支援を成功させるための観点、連携ノウハウ（平成23、24年度） 経済産業省
- 3月6日（水）@東京都千代田区 地域再生実践フォーラム分科会 パネルディスカッション 戦略思考による地域活性化 ～もはや過去のものづくりは通用しない～ 財団法人地域活性化センター

2014年
- 9月24日（水）@東京都新宿区 平成26年度上級管理セミナー f-Bizの取り組みに見る産業支援のあるべき姿 財務省財務総合政策研究所
- 11月7日（金）@東京都中央区（一般社団法人全国信用金庫協会会）

2015年
- 3月3日（火）@熊本県熊本市（九州財務局）
- 3月26日（木）@石川県金沢市（北陸財務局）
- 8月19日（水）@東京都台東区（一般社団法人全国信用組合中央協会）

2016年
- 6月23日（木）@東京都港区（事業構想大学院大学：4年目）
- 9月8日（金）@東京都千代田区（日本経済新聞社）
- 9月16日（金）@東京都中央区（全国中小企業団体中央会）
- 11月29日（火）@東京都港区（経済産業省、北海道・東北・関東経済産業局、中小企業大学校東京校：9年目）

2017年
- 5月24日（水）@千葉県千葉市（市町村職員中央研修所：5年目）
- 7月11日（火）@滋賀県大津市（公益財団法人全国市町村研修財団 全国市町村国際文化研修所）
- 7月24日（月）@東京都千代田区（日本政策金融公庫：2年目）
- 8月10日（木）@静岡市（静岡県農業ビジネス課 アグリビジネス実践スクールアドバイザー：12年目）

2018年
- 4月24日（火）@東京都港区（日経BP社日経トップリーダープラチナフォーラム経営者懇親会2018）
- 5月31日（木）@岐阜県岐阜市（東海財務局岐阜県金融懇談会）
- 8月7日（火）@岐阜県大津市（全国市町村国際文化研修所　政策実務研修　自治体の中小企業支援）

2019年
- 5月21日（火）@千葉県千葉市（市町村アカデミー（市町村職員中央研修所）中小企業に対する支援　新たな時代を生き抜く中小企業とは）
- 6月21日（金）@宮城県仙台市（東北ニュービジネス協議会　定時総会記念講演会）
- 11月25日（月）@東京都立川市（総務省自治大学校　第1部課程第133期　公的中小企業支援）

2020年
- 1月20日（月）@東京都千代田区（産業技術総合研究所　第60回産業技術連携推進会義総会）
- 11月6日（金）@北海道札幌市（北海道技術・ビジネス交流会実行委員会　2020北海道ビジネスEXPO　中小企業支援講演　掘り起こせ！コロナに負けない稼ぐ力）

2021年
- 5月18日（火）～19日（水）@千葉県千葉市（市町村アカデミー（市町村職員中央研修所）中小企業に対する支援　中小企業の経営改善、販路・売上拡大支援と事業承継、M&A成功のポイント）
- 8月24日（火）@岐阜県大津市（全国市町村国際文化研修所　政策実務研修　自治体の中小企業支援　中小企業への支援策を考える）

2022年
- 12月8日（木）@Zoom開催（福島県中小企業家同友会　第31期同友会大学　今こそ掘り起こせ！中小企業の稼ぐ力）